# Núi Shirouma
Núi Shirouma (白馬岳 (Bạch Mã nhạc) Shirouma-take) là một đỉnh núi thuộc dãy núi Hida thuộc Alps Nhật Bản, tọa lạc tại Nagano và Toyama, miền trung đảo Honshu, Nhật Bản.